# Monte Haku
El monte Haku (en japonés: 白山) o el monte Hakusan (comúnmente denominado como Hakusan), es un volcán dormido potencialmente activo de Japón. El volcán se encuentra en las fronteras de las prefecturas de Gifu, Fukui y de Ishikawa. Se cree que ha estado activo desde hace 300.000 a 400.000 años, con la más reciente erupción registrada en 1659. Junto con el monte Tate y el monte Fuji, es una de las llamada «Tres Montañas Sagradas» de Japón.
Taicho fue el primero en escalar el monte Haku en 717. Durante cientos de años, la gente ha llegado a Haku para realizar oraciones. Un santuario que sirvió como el santuario supremo para la provincia de Kaga, se encuentra en la montaña. El santuario Shirayama Hime es el principal de los aproximadamente 2000 santuarios Hakusan en Japón.
En 1962 fue declarado una superficie de 477 km² como parque nacional de Hakusan y en 1980, una superficie de 48 000 ha, fue designada por la UNESCO como Reserva de la Biosfera.